# Octav Doicescu
Octav Doicescu (n. 8 ianuarie 1902, Brăila, România – d. 10 mai 1981, București, România) a fost un arhitect, profesor universitar, membru titular al Academiei Române (1974), cetățean de onoare al orașului New York din 1939, titlu acordat lui Doicescu de celebrul primar Fiorello La Guardia (1882 - 1947) ca apreciere pentru proiectarea Pavilionului Casa Română la Expoziția universală „New York World's Fair 1939” .
Nu a fost membru al nici unui partid politic, nici înainte și nici după 1944.:p. 269
Numele său a fost dat unei străzi din cartierul Progresul, din orașul său natal, Brăila. O altă stradă cu numele de Octav Doicescu se află la Timișoara. Dar nu și la București, orașul pe care a încercat să-l modernizeze scoțându-l din amprenta stilului greoi, brâncovenesc. 
Pe frontispiciul casei în care a locuit și pe care a proiectat-o în București, în cartierul Parcul Bordei, este înscris un crez al său: „Locuitorii acestei cetăți, deasupra proprietăților individuale, au o proprietate comună: frumosul”. 
Octav Doicescu este înmormântat la Cimitirul Bellu din București.

## Biografie
Octav Doicescu se naște la Brăila la 8 ianuarie 1902. Tatăl este Vasile Tudorache Doicescu, constructor, iar mama Elena, născută Balaban, casnică. Fiu de constructor, Octav a urmat peregrinările familiei urmând cursurile inferioare ale școlii în Medgidia, Constanța și Călărași, terminând la Liceul „Petru si Pavel” din Ploiești. 
În anul 1922 intră la  Școala superioară de arhitectură din București, având ca profesori pe Petre Antonescu, Stație Ciortan, Constantin Iotzu, Paul Smărăndescu, Ion Traianescu, Ermil Pangrati, Cincinat I. Sfințescu; paralel cu studiile de arhitectură frecventează Academia Liberă de Arte Plastice și cercul de artă Contimporanul, unde conferenția arhitectul, pictorul și esteticianul Marcel Iancu. Pentru a se întreține, lucrează timp de cinci ani ca desenator în birourile de proiectare ale arhitecților Constantin Dobrescu și Constantin Iotzu, la Ministerul Muncii, la Ministerul Instrucțiunii Publice, Ministerul de Finanțe și la Ministerul Sănătății (1924).
Termină studiile Școlii Superioare de Arhitectură din București (1928), fiind angajat ca desenator la Ministerul Sănătății și Ocrotirii Sociale (1928 – 1929). În anul 1929 Doicescu devine diplomat al Școlii Superioare de Arhitectură. Este angajat la Primăria municipiului București; o fotografie aflata în arhiva Octav Doicescu îl arată pe acesta, alături de primarul Dem. I. Dobrescu, inspectând lucrările de curățire ale lacului Snagov. În paralel cu activitatea de la primărie, funcționează, în 1932, și la societatea ”Gaz și Electricitate”  având ca director pe ing. Nicolae Caranfil. Având diploma de arhitect din 1930 (nr. Legitimație de liberă practică 59/ 6 mai 1933), este încadrat în Corpul arhitecților ca arhitect ordinar II, cu un salariu de 9400 lei ;  este numit, în 1933, în Comisia de înfrumusețare a Capitalei (alături de scriitorul Victor Ion Popa , sculptorii Mihai Onofrei și Mac Constantinescu , pictorița Militza Pătrașcu); face parte din comisia numită pentru amenajarea pieței din fata viitorului sediu al primăriei (împreuna cu Petre Antonescu, Nicolae Nenciulescu, Duiliu Marcu, Constantin Iotzu și Roger Bolomey).
În 1928 intra în Societatea Amicii Statelor Unite din care fac parte Petru Comarnescu, Dimitrie Gusti, Anton Golopenția, Dan Duțescu și Nicolae Mărgineanu. 
Între anii 1945-1947 face parte din comitetul de redacție al publicației Revista Româno-Americană editată de Societatea Amicii Statelor Unite care era condusă la acea dată de Dimitrie Gusti.
În anii 1965-1968 i s-a oferit postul de reprezentant al României la UNESCO cu obligația de a se înscrie în PCR. Octav Doicescu a refuzat înscrierea în partid. În locul lui a fost trimis la UNESCO arh. Pompiliu Macovei.
După ce i s-a decernat titlul de cetățean de onoare al orașului New York în 1939 ca apreciere pentru proiectarea Pavilionului Casa Română la Expoziția universală New York World's Fair 1939, a primit în fiecare an o felicitare de Anul Nou de la Salonul Oval (Președinția Statelor Unite ale Americii).
Octav Doicescu este fratele arhitectului Aurel Doicescu (1907-1972) cu care a colaborat la multe proiecte.

## Distincții
1936 -  este decorat de către Regele Carol al II-lea cu ordinul național „Steaua României”.
1939 - primește titlul de Cetățean de onoare al orașului New York pe care i l-a acordat celebrul primar Fiorello La Guardia (1882 - 1947) ca apreciere pentru proiectarea Pavilionului Casa Română la Expoziția universală ”New York World's Fair 1939”.
1945 - este ales profesor definitiv la Facultatea de Arhitectură.
- 1959 – Ordinul „Steaua Republicii Populare Romîne” clasa a IV-a „pentru activitate rodnică în dezvoltarea științei și culturii din Republica Populară Romînă”[7]

1972 - primește marele premiu al Uniunii Arhitecților pentru ansamblul Institutului Politehnic și pentru întreaga activitate.
1973 - i-a fost acordat titlul de Doctor Honoris Causa al Institutului de Arhitectură „Ion Mincu” din București.
1974 - este desemnat membru titular al Academiei Române, fiind cel de-al patrulea arhitect român membru al acestui for după Nicolae Ghika-Budești (1937), Petre Antonescu (1945) și Duiliu Marcu (1955).

## Publicații
La sfârșitul anilor 1930 (1935?), scrie împreună cu Marcel Iancu și Horia Creangă, broșura Către o arhitectură a Bucureștilor, o încercare de a prefigura un București modern care păstrează valorile trecutului.  
În 1939 apare primul număr din revista Simetria inițiată de George Matei Cantacuzino și Octav Doicescu și redactată de George Matei Cantacuzino, Octav Doicescu, Matila Ghyka, Tudor Vianu, Titu Evolceanu, Ștefan (Fanică) Constantinescu și Mac Constantinescu. Ultimul din cele 8 numere apare în 1947. Simetria este singura publicație a epocii care pune problema "Orient - Occident" în estetica vremii sau problema Mitocanului Român, articol scris în 1939. 
În 1983, la doi ani după moartea sa, se publică volumul ”Despre arhitectură” ce adună laolaltă diferite scrieri și interviuri ale lui Octav Doicescu apărute în decursul timpului în diferite publicații. 

## Construcții proiectate
- Locuința primarului Dem I. Dobrescu de pe strada Toamnei (1929)
- Casa primarului Dem I. Dobrescu de la Snagov (o locuință rustică din lemn și acoperită cu stuf) (1929)
- Restaurantul Românesc de la Băneasa, în prezent Restaurantul Casa Albă (1930)
- Ansamblul „Astra Română” din Snagov (1931)
- Locuință pe str. Salcâmilor nr. 10 (1932)
- Casa de odihnă a Societății Gaz Electrica de la Snagov (1932)
- Propunere de sistematizare a Pieței Victoriei (1932), nepus în practică.
- Yacht Club Snagov (1933)
- Sediul Societății de electricitate din Câmpina, (1933)
- Casa Traian V. Grigorescu (1935), str. B.P. Hașdeu nr. 1 din Ploiești, fostă b-dul Independenței nr. 18
- Expoziția „Luna Bucureștilor 1935 - Cartierul Vechi” organizată în Parcul Carol (1935)
- Fântâna Zodiac din fața Parcului Carol (1935) împreună cu mozaicurile lui Mac Constantinescu
- Cabana Babele (1936) comandată de Asociația Drumeților din Munții Înalți ai României, astăzi de nerecunoscut după mutilările suferite
- Restaurant în Grădina Botanică din București (1936).
- Case pentru funcționarii Grădinii Botanice din București pe Intrarea Portocalelor (1936)
- Expoziția „Luna Bucureștilor 1936” în Parcul Național Regele Carol al II-lea ( Herăstrău) (1936)
- Amenajarea Parcului Național Regele Carol al II-lea (Herăstrău) (1936)
- Fântâna Miorița de la Șosea (1936) împreună cu mozaicurile Miliței Pătrașcu
- Restaurant în pe malul Lacului Herăstrău (1936)
- Restaurantul Bordei pe malul Lacului Floreasca (1936)
- Lucrează câteva luni la proiectul pentru Halele Obor (1936). După un conflict cu primarul Alexandru Donescu, chiar dacă lucrările de construcție începuseră, Octav Doicescu demisionează din funcția de director al  Lucrărilor Noi din Primăria Capitalei și proiectul este preluat de arh. Horia Creangă. Împreună cu el demisionează și întreg grupul de arhitecți, ingineri și funcționari ai direcției, solidarizându-se astfel cu cauza susținută de Octav Doicescu.
- Uzinele IAR Brașov (1937)
- Corpul B al sediului Societății ”Gaz și Electricitate” din București (1937), cu fațada spre str. Mendeleev (fostă Nicolae Bălcescu). Corpul A cu fațada spre b-dul Magheru 33 (fost Take Ionescu 33) a fost proiectat de arh. Paul Smărăndescu (1933)
- Oficiul Național de Turism (1937) de pe Str. Onești, în prezent str. Dem. I. Dobrescu, devenit ulterior sediul Ministerului Informațiilor
- Hotelul „Delta” de la Vâlcov (1937), în Delta Dunării pe Brațul Chilia, în prezent în Ucraina
- Cabana Ilganii de Sus (1937), în Delta Dunării pe Brațul Sulina
- Cabana Grindul Lupilor sau Insula Lupilor (1937), în Delta Dunării  la 2 km de Gura Portiței
- Schițe pentru proiectul monumentului din Indore, India (1937). Inițial, monumentul trebuia să adăpostească o pasăre măiastră a lui Brâncuși [8]. Începutul războiului a pus capăt construcției din India.
- Uzinele de anvelope Banloc - Goodrich, de la Florești (1937-1938)
- Fabrica de motoare pentru avioane Colibași, Muscel (1937-1938), în colaborare cu ing. Nicolae Caranfil. Demararea construcțiilor se face abia în 1943.
- Blocul Banloc - Goodrich, din Calea Victoriei 218, numit și "Blocul Roșu" din cauză că până în anii '70 a avut culoarea roșie (ocra rossa). A fost proiectat în 1938 și din cauza izbucnirii războiului construit abia în perioada 1943-1946.
- Centrala Telefonică Nord, cunoscută ca Poșta de pe B-dul Banu Manta (proiectată în 1938 și construită între 1941-44)
- Sistematizarea Pieței Palatului și Ministerul de Interne (1938), proiect nerealizat
- Cartierul de case din Parcul Jianu (înglobat astăzi în Cartierul Primăverii) și amenajarea Parcului Bordei împreună cu inginerul Nicolae Caranfil (1938-1940)
- Casa avocat Alexandru Alexandrini, (1938), str. Paris 46, București
- Casa ing. Constantin Bușilă, (1939), str. Washington nr. 7, București
- Casa ing. Nicolae Caranfil, (1939), str. Emile Zola nr. 2, București
- Casa Octav Doicescu, (1939) str. Mircea Eliade nr. 2,  ajunsa în anii '90 în posesia arh. Dinu Patriciu, fost student al lui Octav Doicescu
- Casa Dimitrie Gusti (1939), str. Armindenului colț cu str. Herăstrău, București
- Cercul Militar Pitești (1939)
- Pavilionul Casa Română de la Expoziția universală ”New York World's Fair 1939” (Expoziția universală de la New York 1939) pentru care i-a fost acordat titlul de Cetățean de onoare al orașului New York, (1939)
- Palatul Societății Scriitorilor Români, (1939), proiect dus împreună cu ing. Emil Pragher până în stadiul de detalii, machetă și deviz, dar nerealizat din cauza evenimentelor izbucnite în anul 1940.
- Pavilionul României la Trienala de la Milano (VII), 1940. Tema Trienalei a fost Ordin - Tradiție și a avut loc la Palazzo dell' Arte între 6 aprilie 1940 și 9 iunie 1940, când s-a suspendat pentru că Italia a intrat în cel de-al II-lea Război Mondial.
- Bloc de locuințe pe Știrbei Vodă 68 (1940), colț cu str Luigi Cazzavillan în fața Conservatorului de muzică.
- Cineromit (1940), un vast proiect de construcție pe malul lacului Fundeni din București a unui mare studio cinematografic în coproducție cu Cinecitta demarat sub conducerea lui Ion Cantacuzino. Studioul urma să fie dotat cu aparatură italiană dăruită de guvernul de la Roma, proiect nerealizat din cauza izbucnirii războiului.
- Palatul PCA (Regia Autonomă a Porturilor și Căilor de Comunicație pe Apă), (1940), proiect nerealizat
- Proiectul Institutului Britanic din București, (1940), împreună cu arh. G. M. Cantacuzino, proiect nerealizat.
- Conacul Alimănișteanu construit pe moșia lui Dimitrie Alimănișteanu, ministrul finanțelor, la Bilcești, județul Argeș (1938 - 1942). Este o clădire din piatră cu acoperiș de șiță, care a ars în anul 2006.
- Monumentul Turnul Dezrobirii Basarabiei de la Ghidighici, Chișinău (1942), dărâmat de „eliberatorii sovietici” în 1944.[9]
- Vila Ion Teodorescu, (1944), Sos Vergului 50
- Blocul de locuințe din Calea Victoriei 109 (1946) în colaborare cu arh. G.M. Cantacuzino. După naționalizarea din 1948, această clădire a fost extinsă pe Calea Griviței 1 și a devenit sediu al Ministerului Petrolului.
- Nautic Club Herăstrău (1946-1947), clubul funcționarilor Ministerului de Finanțe. Acesta făcea parte dintr-un proiect mai amplu denumit Ansamblu Sportiv, dar din care s-a realizat doar clubul nautic.
- Cartier de locuințe în Băneasa pentru personalul Aeroportului; la origine fiecare casă avea altă culoare (1946).
- Aerogara Băneasa (1947), proiect nerealizat.
- Casa de la Snagov a Regelui Mihai, (1947) astăzi distrusă
- Clubul Corpului diplomatic pe lacul Băneasa, București (1947)
- Face parte din primul colectiv republican de proiectare, întocmind studii pentru cartierul muncitoresc din Lunca Pomostului, Reșita (1947); cartierul e realizat parțial
- Opera Română din București (1953), basoreliefurile sunt opera sculptorului Ion Vlad, Zoe Băicoianu și Boris Caragea. Clădirea rezultată este mult diferită de proiectul inițial, proiectul suferind numeroase modificări, mai ales de fațadă, impuse în mod repetat de consilierul sovietic Zverin. După ce fațada este edificată în 1953 pentru Festivalul Internațional al Tineretului, va fi complet demolată și reconstruită având la bază un proiect nou.
- Participă la concursul pentru Gara centrală din Sofia (1963), împreună cu arh. Sandu Miclescu, Ștefan Perianu și Petre Svoboda
- Institutului Politehnic din București (1964-1969) în colaborare cu arhitecții Ștefan Lungu, Ștefan Perianu, Costin Paetia, Petre Svoboda.
- Sediul politico-administrativ al Municipiului Reșița (1974-1976)
- Sistematizarea centrului Municipiului Reșița (1976)

Face linogravură pentru coperți de cărți de poezie (anii 1925-1930).

## Galerie

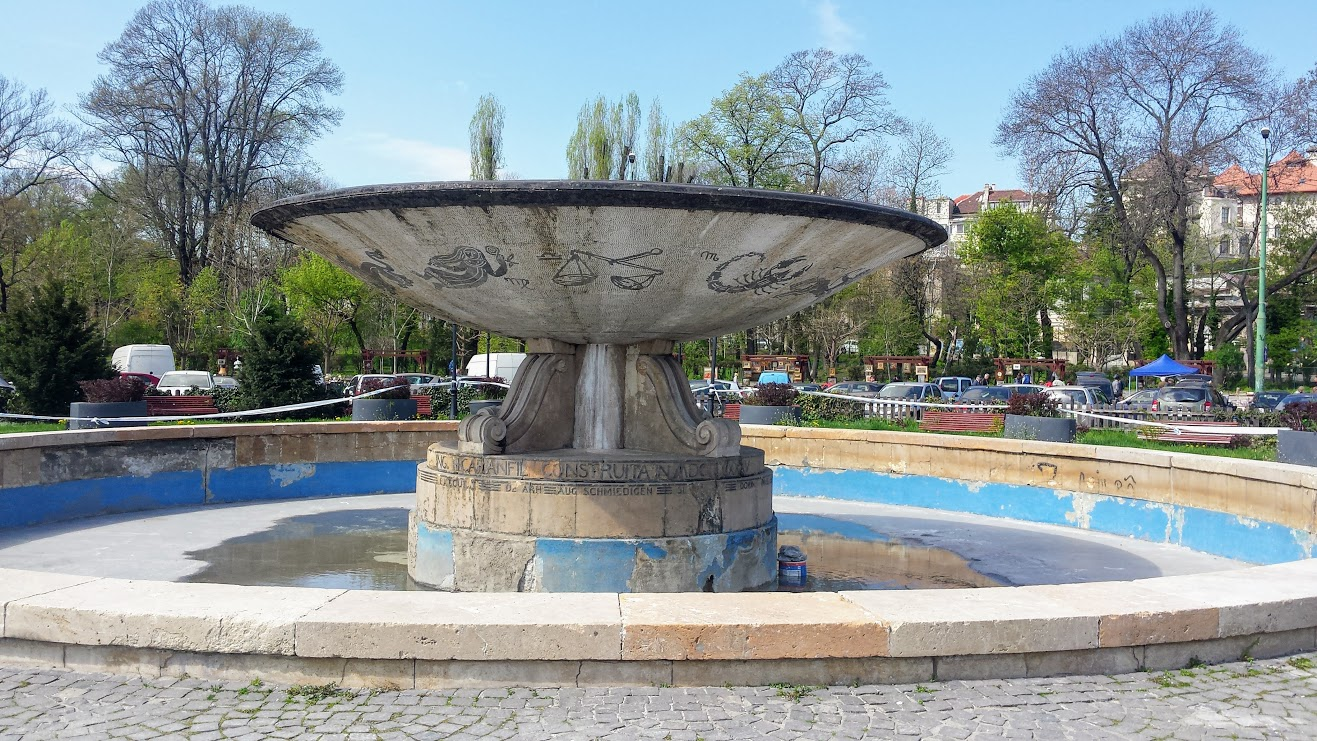
Fântâna Zodiac (1935), Piața Libertății, sector 4
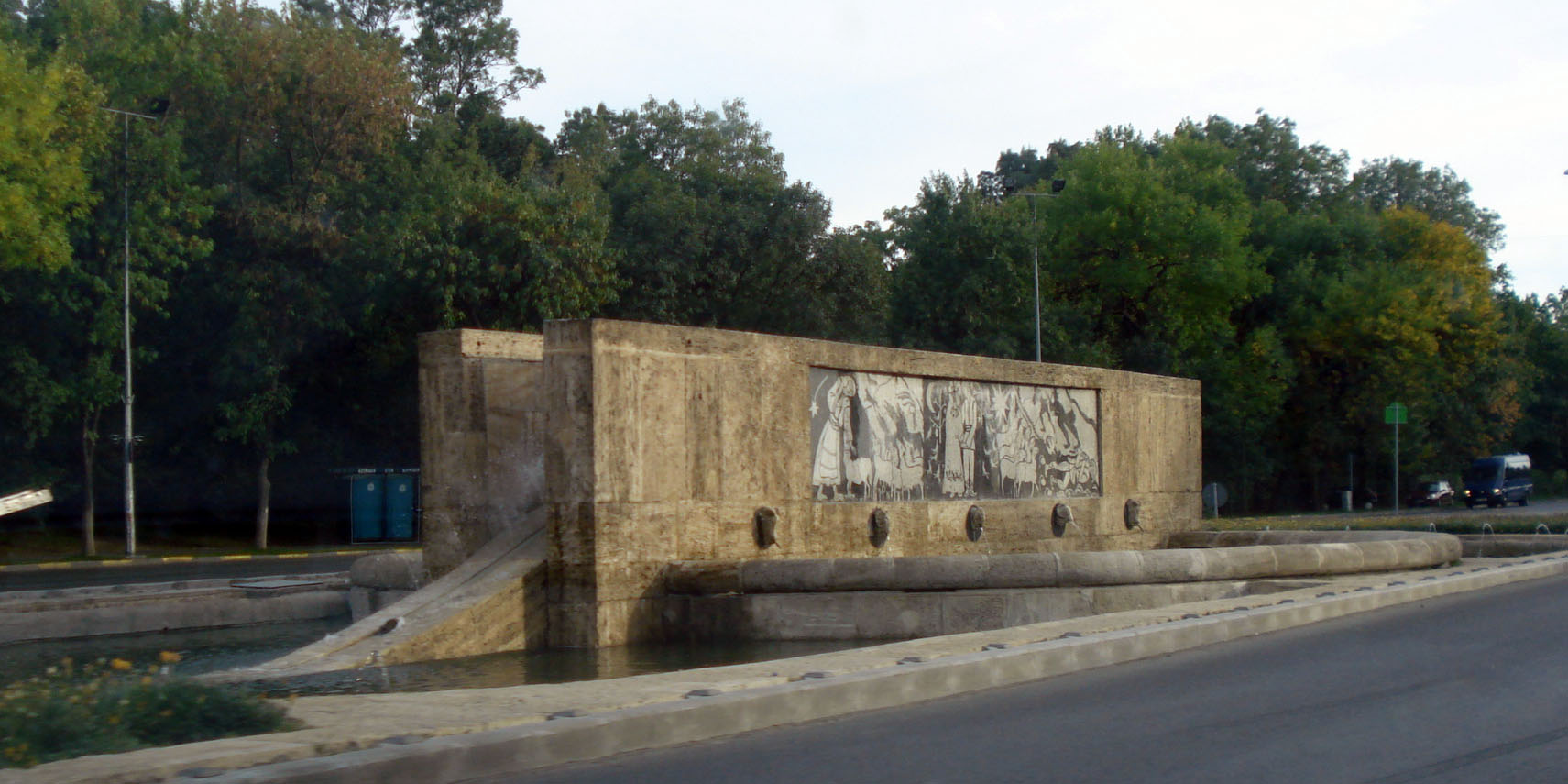
Fântâna Miorița (1936), Șoseaua București-Ploiești, sector 1
Clădirea în care funcționează Opera Națională București (1953)